# Abbaye du Val Notre-Dame d'Antheit
Pour l'abbaye située à Saint-Jean-de-Matha au Canada, voir Abbaye Val Notre-Dame.
L'abbaye du Val Notre-Dame située à Antheit, en Belgique, dans la province de Liège est fondée vers 1200. Elle héberge des religieuses cisterciennes.
Avant cette fondation, l'endroit est le siège d'une maladrerie, très florissante au VIIe siècle. En 1180, une communauté religieuse y est implantée. En 1218, une église y est érigée. On assiste à la croissance de l'abbaye au XIIIe siècle, mais après une période de déclin et de guerres, puis après la Révolution française, l'abbaye est vendue.
En 2015, les constructions qui restent de l'ancienne abbaye abritent un internat pour étudiants.

## Situation géographique
L'ancienne abbaye du Val Notre-Dame de Antheit est située dans la section Antheit, en Belgique, à 4 km au nord de Huy, dans la province de Liège, qui est une province de la Région wallonne.

## Histoire
À l'origine, Muhal, premier comte de Moha, construit, à l'endroit appelé Val de Rodum, une maladrerie où les pauvres reçoivent les soins du corps et ceux de l'âme. Cette léproserie, confiée aux moines basiliens, est très florissante au VIIe siècle, mais le monastère est à l'abandon au XIIIe siècle. Entretemps, en l’an 1180, Albert III, le dernier comte de Moha, a établi une communauté religieuse sur ses terres au Val de Rodum. Le prince-évêque Hughes de Pierrepont y vient consacrer l'église dédiée à l'Assomption en 1218. Le monastère prend, dès lors, le nom de Val-Notre-Dame. Albert III permet à la nouvelle abbaye, cistercienne, de croître religieusement et financièrement au XIIIe siècle. Vers 1229, un groupe de trente-cinq religieuses vinrent s'établir à l'abbaye d'Argensolles, près d’Épernay.
La période entre les XIVe et XVIe siècles est une époque de guerre et de déclin entraînant la destruction du bâtiment. L'abbaye est alors reconstruite (jusqu'au XIXe siècle). Après la Révolution française, la propriété est vendue à l'État. Le monastère est transformé en château et l'église détruite. Les sœurs de l’Assomption, chassées de France, rachètent, en 1901, le Val Notre-Dame et ouvrent un internat pour jeunes filles en 1905.
En 2015, le Val Notre-Dame reste un internat pour étudiants qui peuvent y suivre des humanités générales ou techniques.

## Architecture
De l'ancienne abbaye, il reste de belles constructions : porte monumentale flanquée de tourelles, grand corps de logis, grange, pigeonnier et jardins. L'hôtellerie, le logis abbatial, le colombier et la ferme abbatiale (ouvrage d'entrée, logis) sont les parties classées du site.
Le portail monumental porte les initiales N.W. (Nicole de Waha, 1624-1648) et la date 1629. Il se compose de deux tours carrées bâties en briques avec cordons de pierre. Coiffées d'une toiture à lanterne, elles sont reliées par une petite construction de même style, percée d'une porte à claveaux.
De la même époque et du même style est le colombier, élégamment posé sur huit colonnes de pierre qui baignaient autrefois dans un étang.
Le bâtiment principal, disposé en fer à cheval, est restauré par Lutgarde de Boileau en 1741. Le centre est occupé par le quartier de l'abbesse flanqué de deux ailes perpendiculaires. Celle de droite, réservée au directeur spirituel, s'appelait Quartier du Pater. Trois perrons desservent chaque ailes. Le fer à cheval était relié au portail comme à l'église et au monastère par une galerie à colonnes dans le style du pigeonnier. De ce cloître, il ne reste que des tronçons.
Par ailleurs :
- la cloche de la pendule extérieure est datée 1648 ;
- le hall est remarquable et s'orne d'un bel escalier double avec rampe en fer forgé de 1745 ;
- la cheminée du parloir est décorée de tapisseries et de lambris ;
- l'église moderne, de 1932, a remplacé l'abbatiale qui a brulé à la fin du XIXe siècle[1].

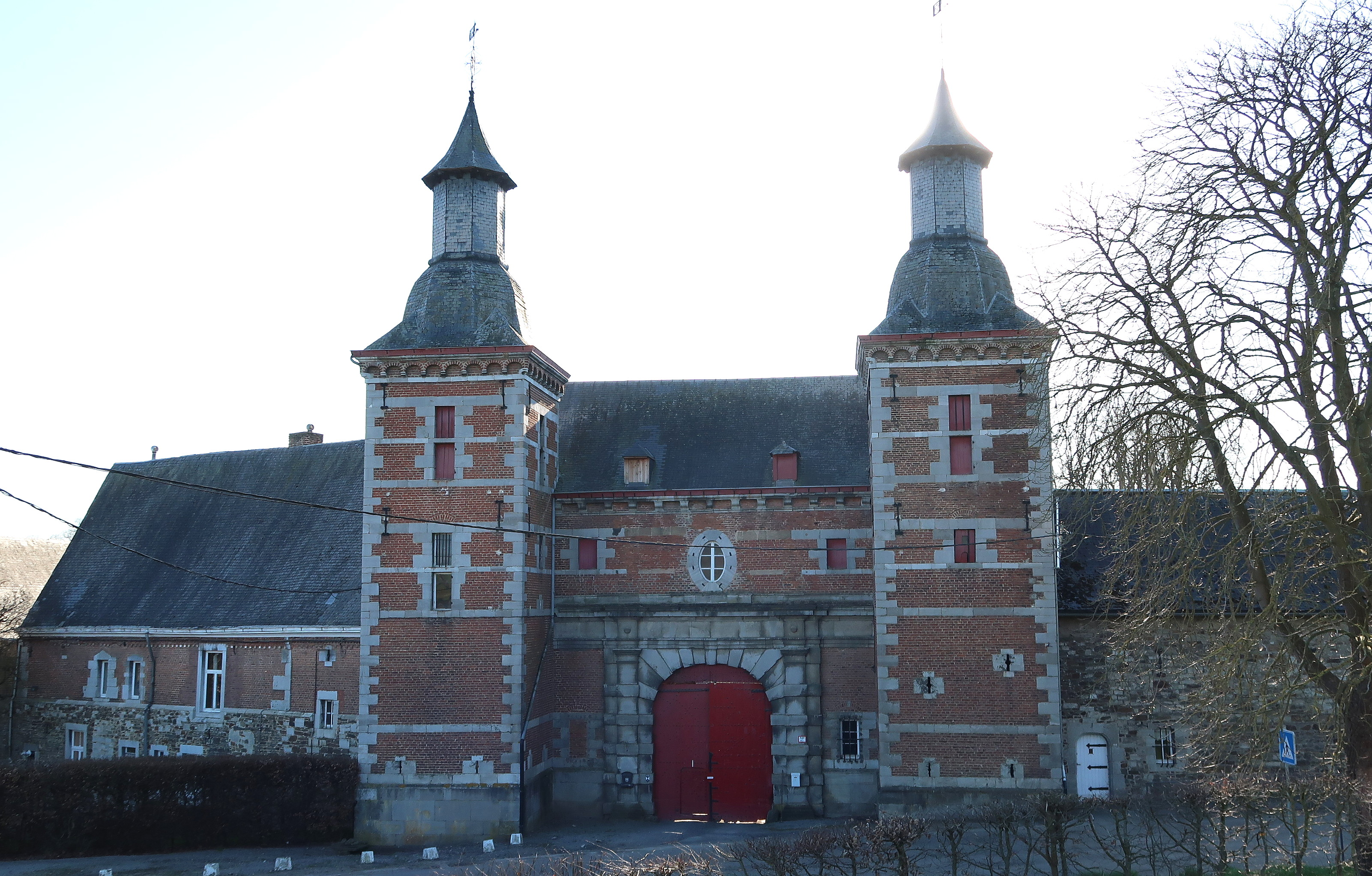
Porche de l'abbaye
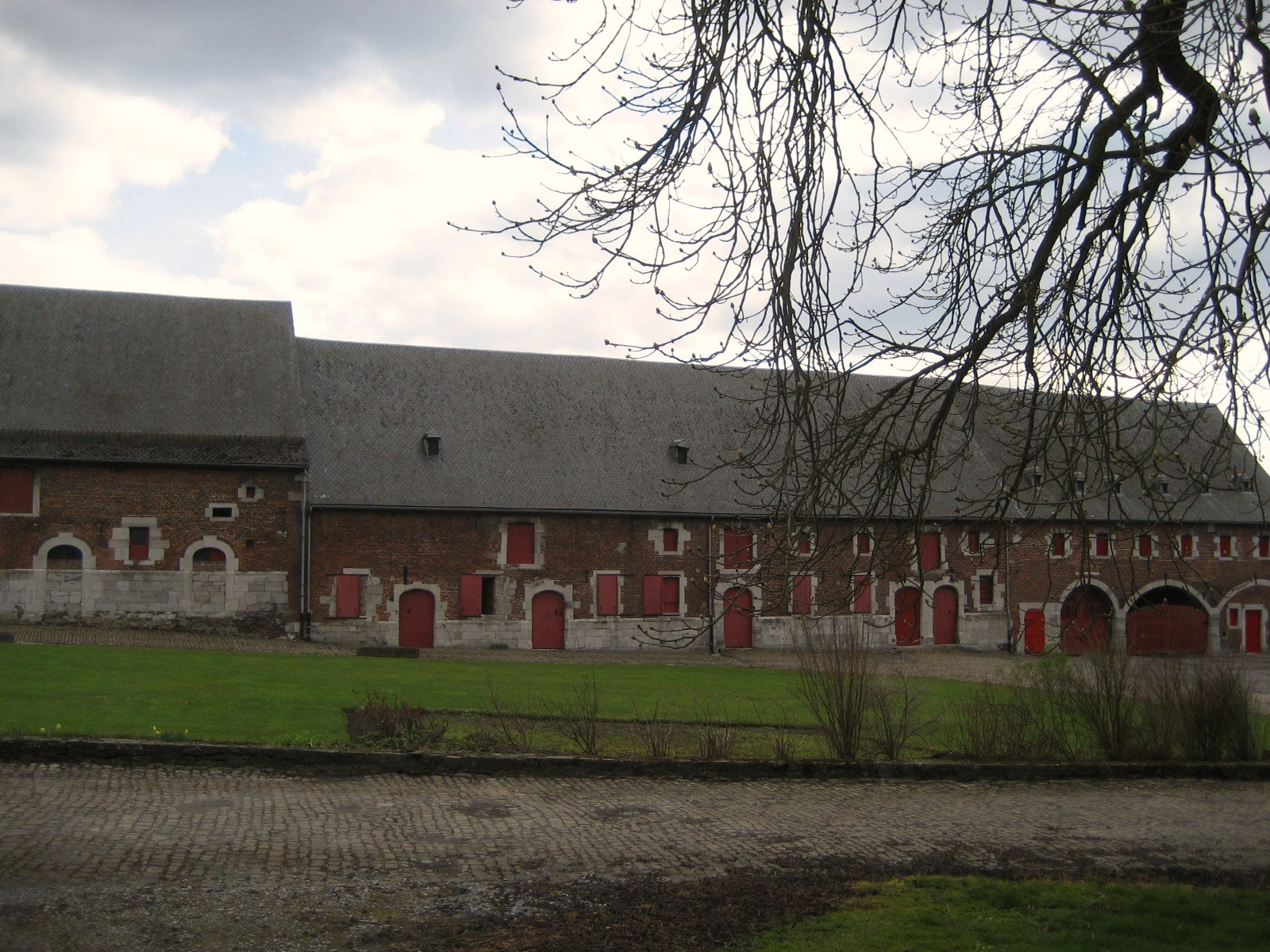
La ferme de l'abbaye.
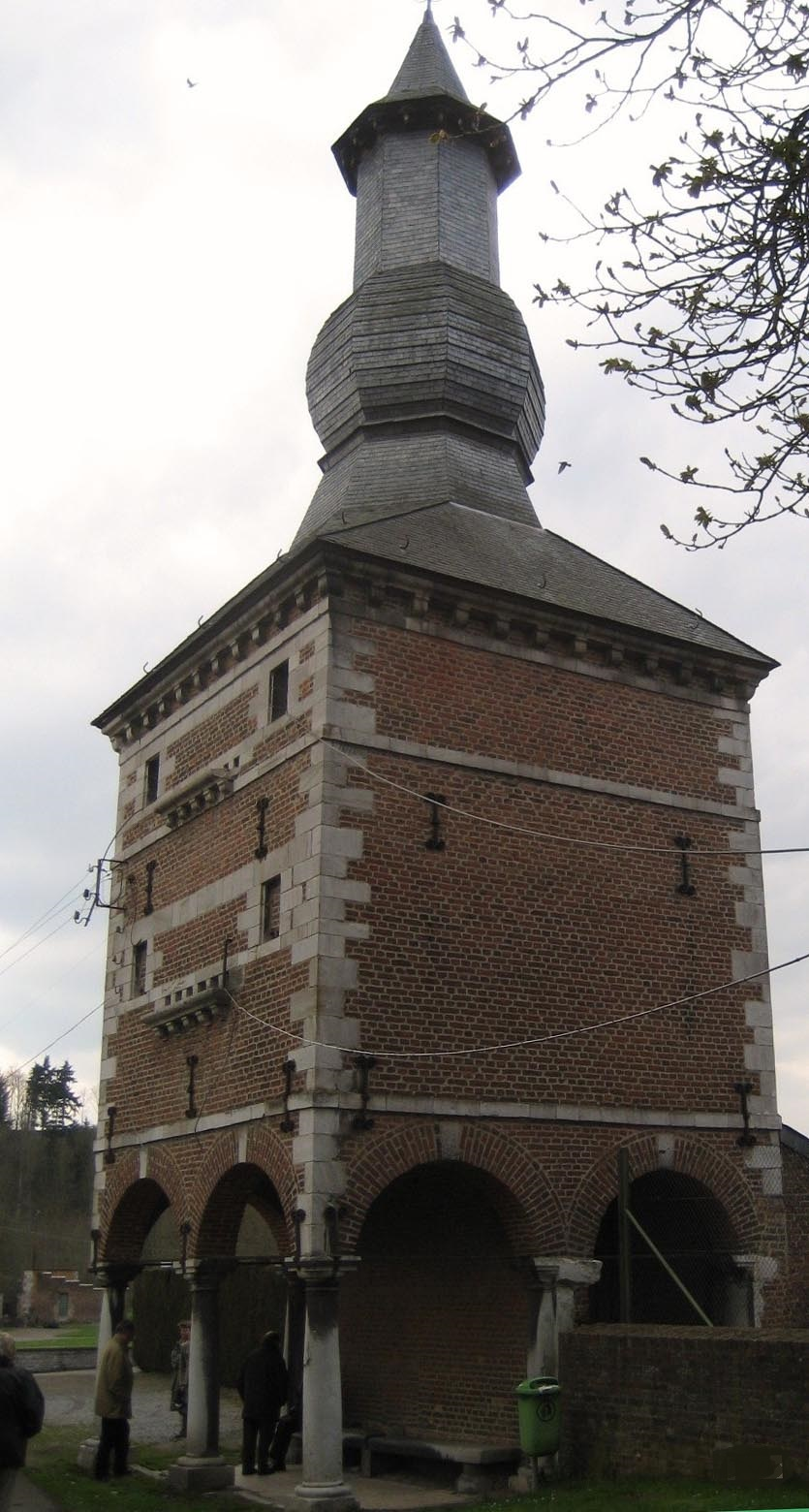
Vue du pigeonnier (colombier) de l'abbaye.